# Marcus Iunius Nipsus
Marcus Iunius (ou Junius) Nipsus (ou Nypsus) est un théoricien romain de l'arpentage, actif au IIe siècle.

## Œuvre
Marcus Iunius Nypsus, Fluminis Varatio. Limitis Repositio, introduction, texte, commentaire et traduction par Bouma, Jelle W., Peter Lang Publishing, Frankfurt/M., Berlin, Bern, New York, Paris, Wien, 1993, 196 pp., num. figs. (« Studien zur klassischen Philologie », Bd. 77, herausgegeben von Albrecht Michael).  (ISBN 978-3-631-45588-3)